# Кригер, Вера Францевна
Вера Францевна Кригер (12 февраля 1952—май 2002) — одна из лидеров демократического движения в Москве во время перестройки, член Координационного совета Московской организации «Демократической России».

## Биография
Родилась в Москве. Выпускница Московского государственного института культуры со специальностью библиотекарь-библиограф. После окончания института работала в Государственной библиотеке имени Ленина. В 1975 году уехала по комсомольской путевке на строительство Байкало-Амурской железно-дорожной магистрали, работала там воспитательницей в рабочем общежитии, плотником, стропальщиком. Вернувшись в Москву поступила на работу старшим библиотекарем в Московскую  сельскохозяйственную академию имени Тимирязева. Вновь приехав на БАМ, осталась там, и была зачислена транспортным рабочим в строительно-монтажном поезде в Якутии, в действительности занималась бытовыми вопросами — работала поварихой, комендантом и т. п.. По возвращении в Москву поступила на работу инженером в Научно-исследовательский институт средств автоматизации, но оттуда была уволена при сокращении штатов уже во время своей оппозиционной деятельности.
Активная участница всех избирательных кампаний конца 1980-х — начала 1990-х годов. Во время выборов народных депутатов в мае 1989 года в Пролетарском избирательным округе города Москвы было отказано в регистрации семи наиболее сильным оппозиционным кандидатам в депутаты  (А. А. Нуйкину, А. И. Приставкину, Г. П. Якунину, В. А. Логунову, В. И. Олейнику, В. Г. Уражцеву  и седьмому кандидату в депутаты) в пользу "фаворита власти" директора 1-го часового завода А. С. Самсонова, после этого Вера Кригер вместе с группой активистов выступала за бойкот выборов. На повторном голосовании В. Ф. Кригер была общественным наблюдателем  на избирательном участке № 147. Так она описывает своё первое задержание:
– ... Женщина бросила один бюллетень, а со вторым – быстро, быстро к другой урне. Я – к ней. Они мне руки за спину заломили: “Фашистка! Жандарм! Больная!”... Выходим – черная “Волга”... через несколько минут были в милиции...
По воспоминаниям Михаила Кригера, его и Веры политическая деятельность началась в 1989 со сбора подписей за отзыв избранного  депутатом директора Самсонова. На съезде один из народных депутатов упомянул, что получил 3 тысячи писем и телеграмм в том числе письма с вопросом "в каком порядке мы можем отозвать депутата Самсонова из состава народных депутатов?"
В мае 1989 года была одним из основных лидеров Московского народного фронта. По мнению Евгения Савостьянова, Вера Кригер вместе с Владимиром Боксером, Ириной Боганцевой, Львом Пономарёвым, Михаилом Шнейдером и Глебом Якуниным была одной из основных фигур  Московского объединения избирателей (МОИ), входила в Координационный совет МОИ. В 1990 году была одним из руководителей предвыборной кампании Московского блока кандидатов в депутаты "Демократическая Россия". Тогда же баллотировалась в народные депутаты райсовета Пролетарского района Москвы, но не прошла.
Одна из организаторов (вместе с Львом Шемаевым, Александром Музыкантским, Владимиром Боксером и  Михаилом Шнейдером) в Москве 4 февраля 1990 года 300-500-тысячной демонстрации  с требованием отмены шестой статьи Конституции СССР о руководящей роли КПСС. Е. Савостьянов, вспоминая о собиравших многие сотни тысяч митинги 4-го, 25-го февраля 1990 и 10 марта 1991-го пишет, что координировала "сотни добровольных помощников, <которые> писали, печатали и расклеивали в переходах, на остановках общественного транспорта объявления о времени, месте и теме митинга. И все — без денег, без спонсоров, без поддержки из-за рубежа"  именно Вера Кригер. 
После выборов 1990 года была вместе с Владимиром Боксером среди членов Координационного Совета Московского объединения избирателей поддержавших идею создания демократической партии, осппозиционной к КПСС.  В начале 1990 года вместе с Мариной Салье, Львом Пономарёвым и Ильёй Константиновым года вошла в инициативную группу блока «Демократическая Россия» подписавшей обращение с призывом к созданию Демократической партии России. Позднее к этому обращению присоединился Николай Травкин. На учредительном съезде Травикин стал настаивать на  своём единоличном лидерстве. Кригер вместе с Мариной Салье пыталась убедить его пойти на уступки, но Травкин заявил: "Хватит! Кто не согласен, может уйти!". Через полтора часа после провозглашения Н. И. Травкина единственным лидером партии покинувшие зал Салье, Пономарёв, Толстой, Каспаров, Кригер и Константинов, не выходя из здания Октябрьского райисполкома Москвы, там же в читальном зале создали оргкомитет новой Свободной демократической партии России. СвДПР была зарегистрирована Министерством юстиции РФ 17 февраля 1992 года. Однако движение ждали новые расколы, летом 1992 года сторонники М. Салье на внеочередной конференции "ДемРоссии" объявили о создании нового объединения — Российского учредительного союза, поставившего своей целью созыв Учредительного Собрания.
Но после создании  26-27 мая 1990 года Демократической партии России во главе с Н. И. Травкиным, В. Ф. Кригер участвовала в организации   24 июня 1990 года на основе Конференции клубов избирателей России, созванной Московским объединением избирателей, движения "Демократическая Россия". 20-21 октября 1990 года на учредительный съезд ОПОД «Демократическая Россия» в Москве вошла в Координационный совет этого движения, избрана в него на индивидуальной основе (ряд членов были избраны как руководители рабочих комиссий, или как представители 8 коллективных членов: политических партий и общественно-политических организаций). По мнению современных российских феминисток именно "Вера Кригер делала “Демократическую Россию”".  Другие считают, что Вера Кригер вместе с Владимиром Боксером и Михаилом Шнейдером составляла организационное ядро ДемРоссии.
В августе 1991 года была включена в список «лидеров демократического движения» или «самых ярких деятелей перестройки», которых по приказу председателя КГБ В. А. Крючкова следовало задержать на неопределённый срок при введении чрезвычайного положения в городе Москве. По словам Льва Пономарёва во второй половине 19 августа  Вера Кригер обзванивала все регионы по спискам «ДемРоссии» с призывом выходить на улицу, собираться возле знаковых мест.
В декабре 1991 года была избрана на индивидуальной основе в Совет представителей и Координационный совет Движения “Демократическая Россия”. Стала секретарем Совета представителей ДР, отвечала за непосредственное руководство аппаратом Движения. В 1991-1992 годах руководила отделом по связям с регионами фонда "Демократическая Россия". В ноябре 1992 года — заместитель начальника штаба по сбору подписей за референдум по частной собственности на землю.
Участвовала в протесте группы членов Координационного совета движения `Демократическая Россия` (кроме неё И. А. Харичев, Л. М. Баткин, Ю. Н. Афанасьев, М. Я. Шнейдер, В. Б. Золотарёв) против заявления от 26 августа 1991 года пресс-секретаря Президента РСФСР Павла Вощанова о том, что Российская Федерация в случае прекращения союзнических отношений "с сопредельными республиками" оставляет за собой право поставить вопрос о пересмотре границ.
19-20 декабря 1992 года на III-м съезде Движения "Демократическая Россия" избрана в Совет представителей в числе 18 человек: Г. Старовойтова, Г. Якунин, В. Кригер, А. Шабад, В. Шейнис, С. Юшенков, Вяч. Волков, Л. Пономарёв, И. Заславский, А. Мурашёв, А. Мананников, С. Ковалёв, И. Яковенко, Г. Томчин, Б. Денисенко, В. Боксер, Ф. Шелов-Коведяев, В. Шостаковский.
Редактировала периодические издания движения ДР. В 1991 году была членом редколлегии совместно с О. Д. Безниско, Л. А. Богдановым, и М. Я. Шнейдером информационного бюллетеня "Демократическая Россия", затем "ДР-Пресс: Независимая информационная служба". В 1992 году вместе с Л. А. Богдановым и другими была редактором бюллетеня "Зеркало: Вестник общественного Комитета Российских реформ М., 1992.".
В 1992 году Вера Францевна тяжело заболела, но болезнь удалось на время победить, наступила ремиссия.
В январе 1993 года избрана в члены Координационного совета Московской организации Движения "Демократическая Россия" с наивысшим рейтингом.
Участвовала в октябре 1993 года в Учредительном съезде блока "Выбор России".
В 2000 году по поводу юбилея основания "Демократической России" Газета "Коммерсантъ" отмечала, что "Вера Кригер <...> стала предпринимателем, но помогает демократическим кандидатам во время избирательных кампаний".
В 2000—2002 годах болела раком, перенесла несколько сложных операций. По словам мужа, Михаила Кригера, Вера мужественно боролась за свою жизнь.

## Семья

Вера и Михаил Кригеры на защите "Белого дома" в ночь с 19 на 20-е августа 1991 года. Фото Михаила Гохмана

- Муж — Михаил Александрович Кригер (род. 1960). В 1980 году после армии поехал на строительство БАМа. Познакомились с Верой на БАМе, где Михаил был рабочим сначала на строительстве основной магистрали, а затем АЯМа[8]. В начале 1990-х годов зарегистрировал в Москве вместе с женой  товарищество с ограниченной ответственностью  "Ай да Кригер!" (с 1999 г. ООО "Ай да Кригер!"[35]) для проведения землеройных работ[6]. С весны 2002 года работал в Комитете антивоенных действий. Член движения "Солидарность"[8]. 3 ноября 2022 года был арестован по обвинению по ч. 2 ст. 205.2 УК РФ («публичное оправдание терроризма с использованием сети «Интернет») и п. «а» ч. 2 ст. 282 УК РФ («публичное возбуждение ненависти и вражды в отношении социальной группы»). Процесс основан на трёх постах в Фейсбуке. Гособвинитель запросил 9 лет заключения[36]. 17 мая 2023 года Второй Западный окружной военный суд приговорил Кригера к 7 годам колонии общего режима[37]
  - Дочь — Екатерина (род. 1986), российско-израильский риелтор[8].

## Отзывы современников
Михаил Гохман вспоминал:
Вера Францевна Кригер с неизменной дымящейся беломориной была мотором тогдашних избирательных кампаний всех уровней. Кажется, что движение «Демократическая Россия» держалось только на ее бешеной работоспособности.
Виктор Милитарёв так описывал миротворческие функции В. Ф. Кригер в ДемРоссии:
На политсовете ДемРоссии в начале 1992 года, когда я публично объявлял себя «национал-демократом и социал-демократом», а Миша Шнейдер в ответ говорил: «Мы видим, как Милитарёв публично объявляет себя коммунофашистом. Место ли таким людям в нашем собрании?». Потом добрая Вера Кригер, Царствие ей небесное, утешала меня после этих заседаний, говоря: «Да не обращай внимания на Мишу. Он хороший человек, просто немножечко нервный».

## Комментарии
1. ↑  Валентин Логунов в своём выступлении на съезде народных депутатов упоминает об не зарегистрированном "отставном офицере", видимо, речь идёт о Виталии Уражцеве.
2. ↑  Полнее этот эпизод описан в статье К. Завойского и В. Крыловского: Вновь  и  вновь поднимается на сцену и садится рядом с Травкиным Вера  Кригер:

«Николай Ильич, вы — всеми признанный лидер. Партии еще не  было, а уж все говорили — «травкинская». Зачем вам нужен раскол?  Побудьте сопредседателем хотя бы до съезда, до осени!» Но Травкин шел напролом: "Ты мне театр не устраивай,  слезы  не  лей!"
 Ему нужна была партия  с  жестким  подчинением  единовластному центру. Ради этой цели он готов был принести в жертву единство демократических сил[21]..
3. ↑  В источнике[29] опечатка Б. Б. Золотарёв.
4. ↑  В источнике[23] опечатка А. Шелов-Коведяев.